# Загребельний Павло Архипович
Загребе́льний Павло́ Архи́пович (25 серпня 1924, с. Солошине, Кобеляцький район, Полтавська губернія, Українська РСР, СРСР — 3 лютого 2009, Київ, Україна) — український та радянський письменник, сценарист, Герой України (2004), лауреат Державної премії СРСР, Шевченківської премії. Депутат Верховної Ради СРСР 10–11 скликань (1979—1989), депутат Верховної Ради УРСР 9-го скликання (1975—1980). Кандидат у члени ЦК КПУ (1976—1981), член ЦК КПУ (1981—1990). Також писав під псевдонімами П.Архипенко, А.Довгань, П.Чумаченко. 

## Життєпис
Народився в селищі Солошине, що на Полтавщині у родині Архипа Опанасовича (1894—1974) та Варвари Кирилівної (1895—1930). Мати хлопця Варвара померла рано, коли йому виповнилося 6 років. Ростила Павла Загребельного мачуха, з якою у нього були досить важкі стосунки.
1941 року закінчив десятирічну середню школу; вчорашній випускник, ще не маючи повних сімнадцяти років, пішов добровольцем до армії. 
Був курсантом 2-го Київського артучилища, брав участь у Битві за Київ, у серпні 1941 р. був поранений. Після шпиталю знову військове училище, знову фронт, тяжке поранення в серпні 1942 р., після якого — полон, і до лютого 1945 р. — нацистські концтабори.

### Освіта та праця в журналістиці
У 1945 p. працює у радянській воєнній місії в Німеччині. З 1945 p. по 1946 р. — рахівник колгоспу. З 1946 p. по 1951 р. — навчається на філологічному факультеті Дніпропетровського державного університету. По його закінченню (1951) — майже півтора десятиліття журналістської роботи (літературний консультант Дніпропетровського відділення Спілки письменників України, літературний редактор обласної дніпропетровської газети «Днепровская правда», з 1954 р. — завідувач відділом, заступник головного редактора журналу «Вітчизна» в Києві), поєднуваної з письменницькою працею.
У 1960 році Павло Загребельний став членом Комуністичної партії Радянського Союзу.
У 1961—1963 pp. Загребельний працює головним редактором «Літературної газети» (пізніше — «Літературна Україна»), приблизно в той же час з'явилися три перші романи письменника: «Європа 45» (1959), «Європа. Захід» (1960), «Спека» (1960).
У 1964—1973 роках — відповідальний секретар, секретар, заступник голови правління Спілки письменників України. У 1973—1979 роках — секретар, у 1979—1986-х — 1-й секретар правління Спілки письменників України.
Павло Загребельний рятував від переслідування радянською владою тих письменників, яких тепер називають «шістдесятниками». Узяв до себе на роботу Івана Драча після його звільнення з університету. Почав друкувати Миколу Вінграновського, Івана Дзюбу, Євгена Гуцала й інших, бо хотів, щоби «нова хвиля ввійшла в українську літературу». За словами Віталія Коротича, для усунення Павла Загребельного з посади керівника Спілки письменників багато зусиль доклав Борис Олійник, зокрема шляхом написання доносів. 
Голова Комітету з Державних премій ім. Тараса Шевченка (1979—1987). Член Комітету Національних премій України ім. Т.Шевченка (09.1996—11.2005).

Могила Павла Загребельного

Помер у віці 84 років. Похований в Києві на Байковому кладовищі (ділянка № 52). 
Павло Загребельний залишив щоденник про своє життя. Дружина Елла вирішила, що опублікують його лише через 20 років після смерті.

## Літературна робота
Перші кроки в літературній діяльності були зроблені на початку 1950-х років під враженням поїздки до Нової Каховки на будівництво Каховської ГЕС. Написана спільно з іншими письменниками збірка «Каховські оповідання», де героями оповідань були звичайні будівельники та колгоспники з навколишніх сіл, стала першою книгою автора. Зокрема в оповіданні «Море йде» показано, як змінилося життя людей через будівництво штучного водосховища. Героїня Параска Харитонівна не вірила, що її село з новим клубом, фермою, школою, будинками опиниться на дні Каховського моря. Тому вигнала зі свого двору бригадира, який повідомив про це. Оповідання закінчилося згодою баби Параски поїхати на оглядини нового місця для села, бо «море йде».   
Серйозною заявкою на письменницьку зрілість стала «Дума про невмирущого» (1957), присвячена воїнському та людському подвигу молодого радянського солдата, який загинув у нацистському концтаборі. У другій половині 1950-х років Павло Загребельний видав збірки оповідань «Учитель» (1957), «Новели морського узбережжя» (1958), повісті «Марево», «Там, де співають жайворонки» (1956), «Долина довгих снів» (1957).
Протягом 1960 — 1970-х років письменник створив більшу частину своїх романів, зокрема і найвагоміші з них: «День для прийдешнього» (1964), «Диво» (1968), «З погляду вічності» (1970), «Левине серце» та «Євпраксія» (1975).

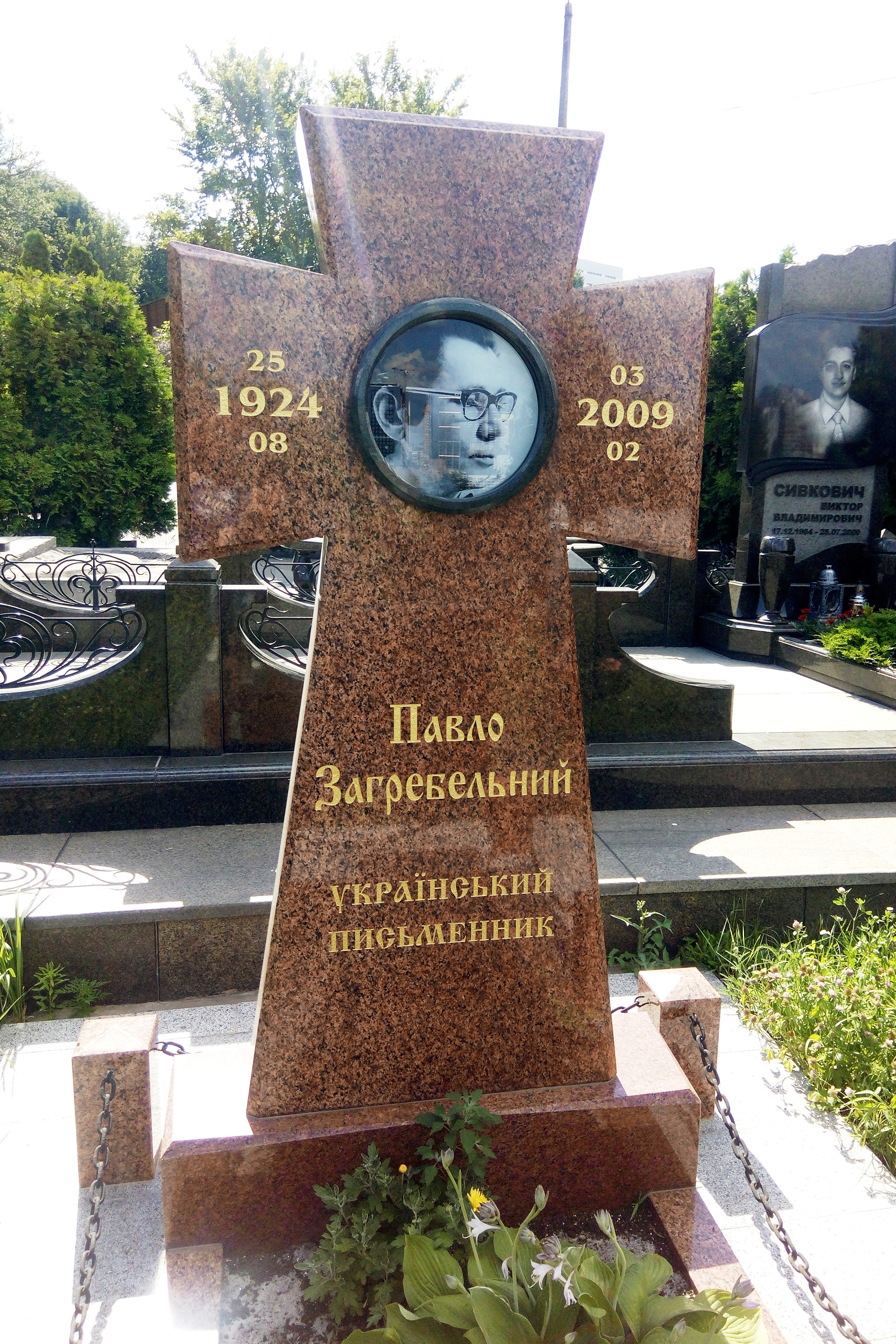
Надгробок Павла Загребельного на Байковому цвинтарi

Одним із значних здобутків української прози став роман «Диво» (1968), у якому органічно поєднується далеке минуле та сучасність. У центрі роману — Софія Київська, яка є незнищенним символом руської державності та духовності. Пізніше створено цілий цикл романів про історичне минуле нашої Батьківщини: «Первоміст» (1972), «Смерть у Києві» (1973), «Євпраксія» (1975).
Подіям української історії XVI ст. присвячено роман «Роксолана» (1980). Письменник зробив спробу проникнути у складний внутрішній світ своєї героїні — Роксолани — Анастасії Лісовської, доньки українського священника з Рогатина, яка, потрапивши до гарему турецького султана Сулеймана Пишного, незабаром стала його улюбленою дружиною. Роман «Роксолана» Павло Загребельний написав у місті Ірпінь Київської області.
Розкрити «таємниці» характеру Богдана Хмельницького, показати його як людину та як визначного державотворця — таке завдання поставив перед собою Павло Загребельний в романі «Я, Богдан» (1983). Він показує діяльність гетьмана на тлі складної політичної ситуації середини XVII ст., зупиняючись також і на подробицях його особистого життя. Панорамність, історіософські роздуми про долю України — такі риси найновішого роману письменника «Тисячолітній Миколай» (1994). У романах зустрічаємо вступні слова чи передмову, післяслово — це свого роду невеликі літературознавчі, а то й історіографічні етюди.
Виступив Павло Загребельний і з кількома п'єсами, створеними на основі романів — «Хто за? Хто проти?» («День для прийдешнього»), «І земля скакала мені навстріч» («З погляду вічності»); активно виступав із критичними і літературознавчими статтями в пресі, а також з доповідями, промовами й інтерв'ю. Ці виступи зібрані в книзі статей, есе і портретів «Неложними устами» (1981). До неї ввійшла повість-дослідження «Кларнети ніжності», присвячена Павлові Тичині.
Сценарії фільмів
За його сценаріями на Київській кіностудії ім. Олександра Довженка знято художні фільми: «Ракети не повинні злетіти» (1965), «Перевірено — мін немає» (1966), «Лаври» (1974), «Ярослав Мудрий» (1982).
Роман «Південний Комфорт» («Вітчизна» 1984, №№ 1—2) зазнав осуду вищих партійних та прокурорських інстанцій. Генеральний прокурор СРСР Олександр Рекунков зібрав колегію Генпрокуратури та осудив роман за викривлення, «очернення» й «спотворення», хоча читав його лише один-однісінький прокурор. Окремою книжкою видали роман тільки через чотири роки.
Павло Загребельний понад сорок років працював в українській прозі. За цей час вийшло близько двадцяти його романів. Один із них — «Розгін» відзначено Державною премією СРСР, два — «Первоміст» і «Смерть у Києві» — Державною премією УРСР ім. Тараса Шевченка. Твори високо оцінені критикою, мають широке читацьке визнання, Загребельний один із найпопулярніших сьогодні українських письменників. Друковані масовими тиражами, його книги швидко розходяться; вони постійно виходять у перекладах іншими мовами; зростає і кількість видань творів письменника за кордоном. У 2004 році нагороджений званням Героя України
.

### Критика
Валерій Марченко у своїй статті «За параваном ідейності», що на суді 1973 року інкримінувалася йому як злочин перед радянською владою, так відгукувався про творчість Загребельного:
|  | Ми розглянули твори...досить численного загону письменників, за чиєю допомогою радянські можновладці утверджують своє панування на Україні; ласі шматки, що перепадають найвідданішим, повинні стимулювати акт творення, і вони, природно, роблять свою справу. На обріях нашої літератури, окрім старих кадрів культівських часів (Натана Рибака, Леоніда Новиченка, Юрія Збанацького), з'являється чимало нових письменників-підприємців: Павло Загребельний, Микола Сингаївський, Олесь Лупій, Ростислав Братунь. Продукуючи романи, драми, поезії, статті на правильні теми, гурт оцих вельми далеких від культури свого народу митців «чесно» заробляє на хліб. Твори багатьох із них написані досить вправною рукою графомана, тому непідготованому читачеві за напруженим сюжетом та розмаїтою образною системою важко помітити його ідейну недолугість і навіть реакційність. А це й потрібно авторові та верхнім «десяти тисячам» які спонукають його до письма відрегульованою системою заохочень. |

## Родина
- Дружина — Елла Михайлівна Щербань (1929—2022), донька радянського політичного діяча Михайла Федоровича Щербаня.
- Донька — Марина Павлівна Загребельна.
- Син — Михайло Павлович Загребельний, чоловік Соломії Павличко, доньки Дмитра Павличка.
- Внука — Богдана Михайлівна Павличко, українська видавниця, директор видавництва «Основи»

## Звинувачення у плагіаті
Як зазначає Леонід Плющ, у збірнику Загребельного «Неложними вустами», опублікував текст «Кларнети ніжності», який насправді є компіляцією уривків зі «Щоденника» Надії Суровцової, який побачив світ вже за часів незалежності, у 1996 році. При цьому, у 1979 році під час обшуку в її будинку було вилучено рукопис цих спогадів. Як припускає Плющ, Загребельний отримав до них доступ із архіву КДБ.

## Кінематографічна діяльність
За сценаріями Павла Загребельного поставлені фільми:
- Ракети не повинні злетіти (1964, за участю М. Фігуровського)[12].
- Перевірено — мін немає (1965, у співавт. з Ю. Лисенком, О. Сацьким та П. Голубовичем).
- Лаври (1972, т/ф, у співавт. з О. Сацьким).
- І земля скакала мені навстріч (1975).
- Переходимо до любові (1975, т/ф).
- Хто за? Хто проти? (1977, т/ф).
- Ярослав Мудрий (1981, у співавт. з Г. Коханом).
- Розгін (1983, т/ф, у співавт. з Г. Коханом і М. Резніковичем).

## Твори[13]
- Дума про невмирущого (1957) повість
- Європа 45 (1959) роман
- Спека (1960)
- Європа. Захід (1961)
- День для прийдешнього (1964) — перевидано у 2008 році під назвою «Зло»
- Шепіт (1966)
- Добрий диявол (1967)
- Диво (1968)
- Трилогія «З погляду вічності» (1970)
- Розгін (Державна премія СРСР, 1980) — романна будова з чотирьох книг: «Айгюль», «В напрямі протоки», «Ой крикнули сірі гуси», «Персоносфера»
- Переходимо до любові (1971)
- Первоміст (1972) роман
- Смерть у Києві (1973)
- Намилена трава (1974)
- Євпраксія (1975) — історичний роман про Євпраксію Всеволодівну
- Левине серце (1978)
- Роксолана (1980) роман
- Я, Богдан (1983) роман
- Південний комфорт («Вітчизна», 1984)
- Вигнання з раю (1985) (продовження «Левиного серця»)
- Безслідний Лукас (1989)
- Ангельська плоть (1992)
- Попіл снів (1995)
- Юлія, або запрошення до самовбивства (1994)
- Тисячолітній Миколай (1994)
- Брухт (2002)
- Стовпотворіння (2004)
- Думки нарозхрист: 1974—2003 (остання прижиттєва) (К., Університетське видавництво «Пульсари», 2008)

## Відзнаки, громадська діяльність
Нагороджений орденами Трудового Червоного прапора, Дружби народів, двома орденами «Знак Пошани» та медалями. Член Національних спілок письменників і кінематографістів України.
Відзнака Президента України «Орден князя Ярослава Мудрого» — Указ Президента України від 27.08.1999 № 1091/99
Звання Герой України – Указ Президента України від 25.08.2004 № 996/2004

## Причетність до репресій
2 березня 1972 Павло Загребельний взяв участь у засіданні президії правління Спілки письменників України, під час якого зі Спілки було виключено дисидента Івана Дзюбу за книгу «Інтернаціоналізм чи русифікація?». У своєму виступі він підтримав виключення та розкритикував Дзюбу: 
| Два роки тому ми вже говорили про всі ці речі, про поведінку Івана Дзюби. Але є речі непоправні. Коли людина, боєць тікає з поля бою, то якщо він навіть одумається і повернеться в шеренгу знову, навіть стане героєм, все одно ті десятки чи сотні людей, які загинули через його боягузтво або зраду, полишаться на його совісті. І йому ніхто цього не подарує. За ті два роки, що минули після розмов на президії, Іван Дзюба не зробив навіть спроби порозумітися, не порадився, що б і як зробити, щоб вибратися з тієї халепи, в яку він ускочив. Підкреслюю: він із нами ніколи не радився. Він найбільше уболівав за своє реноме, за свій авторитет там, а не тут, у нас. І сьогодні він такий самий, на тих самих позиціях, що й два роки тому. Його книга "Інтернаціоналізм чи русифікація?" грає на руку нашим ворогам. Таким чином, Іван Дзюба поставив себе поза межами Спілки письменників СРСР. Він не захотів контактувати з нами і спробувати знайти спільну мову. Наш народ тяжко і вперто працює, будуючи нове суспільство, а І. Дзюба, замість того, щоб допомагати йому в цій праці, став фактично шкодити йому. Спілкування з невеличкою кучкою Чорноволів, Стусів, Морозів та іншими несумісне з перебуванням І. Дзюби в СП України.[14] |

## Вшанування пам'яті
- У журналі «Перець» № 23 за 1970 рік розміщено дружній жарж А. Арутюнянца, присвячений П.Загребельному[15][16].
- 20 серпня 2014 року на вул.Терещенківській, 5 у Києві відкрили меморіальну дошку українському письменникові Павлу Загребельному з нагоди 90-річчя його народження.
- 25 серпня 2017 року на Байковому кладовищі встановлено Козацький хрест.
- На честь Павла Загребельного названо вулиці у містах Вінниця, Ізюм, Ірпінь, Київ, Ковель, Нікополь, Хмельницький.
- Провулок Павла Загребельного існує у містах Вінниця, Полтава, Хмельницький.
- У місті Покровськ провулок Кременчуцький перейменували на провулок Павла Загребельного.

### Фільми
- Документальний фільм «Сонет 29» (автор і режисер Юлія Лазаревська, оператор Микола Мандрич. Кіностудія «Контакт», 2000)[17].
- Документальний фільм «Павло Загребельний. До запитання» (автор Олена Артеменко, режисер Юлія Кузьменко. Керівник проекту — Марк Гресь. Студія документальних фільмів Творчого об'єднання фільмів і програм Національної телекомпанії України, 2014)[18][19].
- Телепередача «Диво-ключі Павла Загребельного» на основі інтерв'ю, відзнятого 12.06.2002 р. Історико-філософські погляди письменника, як ключі до розуміння його творчості — романів «Диво», «Роксолана», «Я, Богдан». ДТРК «Культура», 2009[20].